# JetBrains
JetBrains是一家捷克的软件开发公司，该公司位于捷克的布拉格，并在俄罗斯的圣彼得堡及美国麻薩諸塞州波士頓都设有办公室，該公司最為人所熟知的產品是Java程式語言開發撰寫時所用的整合開發環境：IntelliJ IDEA。
JetBrains成立於2000年，是一家私人持股的公司，該公司的合夥創辦人有：Sergey Dmitriev、Eugene Belyaev及Valentin Kipiatkov。
2021年7月，该公司宣布在中国上海成立捷并思公司。

## 相關產品
JetBrains 已经开发了几十款产品，涵盖了集成开发环境、插件、编程语言、团队工具等。

### 集成开发环境
| 软件名称      | 软件简介                                                                     |
| ------------- | ---------------------------------------------------------------------------- |
| AppCode       | Swift語言和Objective-C的IDE開發工具                                          |
| CLion         | 跨平台的C/C++ IDE，支持C++11 、C++14、libc++以及Boost                        |
| DataGrip      | 一款数据库客户端工具                                                         |
| GoLand        | Go語言的整合開發環境。                                                       |
| IntelliJ IDEA | 一套智慧型的Java与Kotlin整合開發環境，特別專注與強調程式師的開發撰寫效率提升 |
| PhpStorm      | PHP開發工具                                                                  |
| PyCharm       | 适用于数据科学和 Web 开发的 Python IDE                                       |
| Rider         | .NET 和游戏开发 IDE                                                          |
| RubyMine      | 一套強大的Ruby on Rails開發工具                                              |
| RustRover     | 一款强大的Rust整合開發環境                                                   |
| WebStorm      | JavaScript 和 TypeScript IDE                                                 |
| Fleet         | 多用途IDE                                                                    |
| Aqua          | 支持单元测试、UI测试、API测试的自动化测试IDE                                 |

### 插件
- ReSharper - 一套用來搭配 Microsoft 公司 Visual Studio .NET 整合開發環境的外掛程式（Plug-In），此一外掛的功效在於讓程式進行再分拆、增進撰寫效率，並且能支援C#程式語言。

- dotCover - VB.NET集成的單元測試運行和代碼覆蓋工具。

- dotTrace - 一套效能分析軟體，能有效、輕易的找到.NET應用程式中最耗佔處理器運算資源的效能瓶頸癥結、環節。

- dotPeek - .NET平台的免费反編譯工具。

### 编程语言
- Kotlin - 基於JVM的現代編程語言。JetBrains公司于2010年開發出該編程語言并于2012年2月宣佈將其開源。Kotlin語言最初設計的目的是替代Java語言。
- JetBrains MPS（英语：JetBrains MPS） - MPS给编程语言带来了很大的灵活性。与具有严格的语法和语义限制的传统编程语言不同，MPS允许用户新建编程语言，更改或扩展现有的编程语言。[3]

### 团队工具
- TeamCity（英语：TeamCity） - 支持Java和.NET持續集成工具。

- YouTrack（英语：YouTrack） - 一款項目跟踪和問題跟踪工具。

- Upsource - 一款用于代码审查，团队协作项目分析的工具，已於2022年2月2日停止支援[4]。

- Hub - 一款将JetBrains的团队工具集成到一起的工具。

- Space - 一款一條龍開發工具（包括CI/CD、Git、代码审查等）
- Qodana（英语：Qodana） - 管理團隊代碼質量的工具。

### 其他
- Omea - 一套「個人資訊環境」軟體，可整合各種類型的資源，如電子信件、新聞訊息、網頁書籤、工作事項、聯絡人等，並讓這些資源以單一位置的方式來存取使用。

## 外部連結
- 官方网站（简体中文）